# Fallout 76
Fallout 76 – wieloosobowa fabularna gra akcji stworzona przez Bethesda Game Studios na platformy Microsoft Windows, PlayStation 4 i Xbox One, stanowiąca prequel serii Fallout. Gra została wydana 14 listopada 2018 przez Bethesda Softworks.

## Fabuła
Fallout 76 stanowi prequel poprzednich gier z serii. Jego akcja osadzona jest w roku 2102 w alternatywnej linii czasowej, 25 lat po wojnie atomowej, która zniszczyła Ziemię. Przed wojną rząd Stanów Zjednoczonych wybudował szereg schronów przeciwatomowych, tzw. krypt. Postać gracza pochodzi z krypty 76 wybudowanej w Wirginii Zachodniej. Zgodnie z informacjami z poprzednich odsłon serii mieszkańcy krypty 76 byli grupą kontrolną, czyli – w odróżnieniu od większości pozostałych schronów – w krypcie 76 nie były prowadzone żadne eksperymenty. W tzw. Dniu Powrotu bohater wraz z pozostałymi mieszkańcami opuszczają kryptę, a ich celem jest odbudowanie i ponowne zasiedlenie Wirginii Zachodniej, żeby dla przyszłych pokoleń przetrwać mógł przedwojenny styl życia.
Gracz może odwiedzić istniejące w rzeczywistości miejsca, takie jak chociażby West Virginia State Capitol, The Greenbrier, Woodburn Circle czy New River Gorge Bridge. W grze pojawiają się również nowe rodzaje przeciwników, z których część, jak chociażby Mothman czy potwór z Flatwoods, inspirowanych jest folklorem zachodniowirginijskim.

## Rozgrywka
Fallout 76 jest pierwszą stworzoną przez Bethesda Game Studios grą w całości wieloosobową, jednak mimo konieczności ciągłego połączenia z Internetem możliwe jest również granie w pojedynkę. W grze nie pojawiają się żadni ludzcy bohaterowie niezależni, a wszystkimi ocalałymi ludźmi, jakich można spotkać, są inni gracze. W grze dostępny jest otwarty świat czterokrotnie większy od tego, jaki studio wprowadziło w Falloucie 4. Gra polega na tworzeniu drużyn z innymi graczami i wznoszeniu baz oraz budynków w dowolnym miejscu mapy, mającymi służyć za osady dla przyszłych pokoleń. W grze pojawia się możliwość wystrzelenia pocisków nuklearnych w osady innych graczy. Wystrzelenie pocisku w określony teren na pewien czas zmienia jego biom, sprawiając, że staje on się strefą przeznaczoną dla graczy na wysokich poziomach doświadczenia, w których natknąć można się na nowe rodzaje zmutowanych stworzeń i niedostępne inaczej cenne przedmioty.
W momencie premiery rozgrywka ma odbywać się wyłącznie na publicznych serwerach, jednak według Todda Howarda, prezesa Bethesda Game Studios, w późniejszym czasie – kiedy zapewniona zostanie odpowiednia stabilność – wprowadzone zostaną również serwery dedykowane. Pozwolą one zaprosić na nie swoich znajomych, żeby wyeliminować doświadczenia płynące z interakcji z niepożądanymi graczami. W jakiś czas po premierze gra doczekać ma się również wsparcia dla modyfikacji.
W grze obecne są techniki znane z poprzednich odsłon, takie jak chociażby system VATS umożliwiający zatrzymanie gry i namierzenie określonych punktów na ciele przeciwnika, zmodyfikowane tak, żeby działały sprawnie w czasie rzeczywistym. Po otrzymaniu wysokiej dawki napromieniowania, w ciele postaci gracza może dojść do mutacji. Mają one swoje wady i zalety, gra umożliwia jednak zarówno ich usunięcie, jak i pozostawienie ich na stałe. Zamiast znanego z serii Fallout systemu rozwoju postaci SPECJAŁ, w 76 po awansie na kolejny poziom gracz może odblokować karty umiejętności. Jednocześnie aktywowanych może być ich ograniczona liczba, jednak w dowolnym momencie możliwe jest wymienianie ich.
Howard opisał Fallout 76 jako „softcore survival”, w którym śmierć, w przeciwieństwie do innych gier survivalowych, takich jak np. Rust, nie jest permanentna. Gracz odrodzić może się w innym miejscu na mapie, nie tracąc przy tym dobytku ani postępu w rozwoju postaci.

## Produkcja

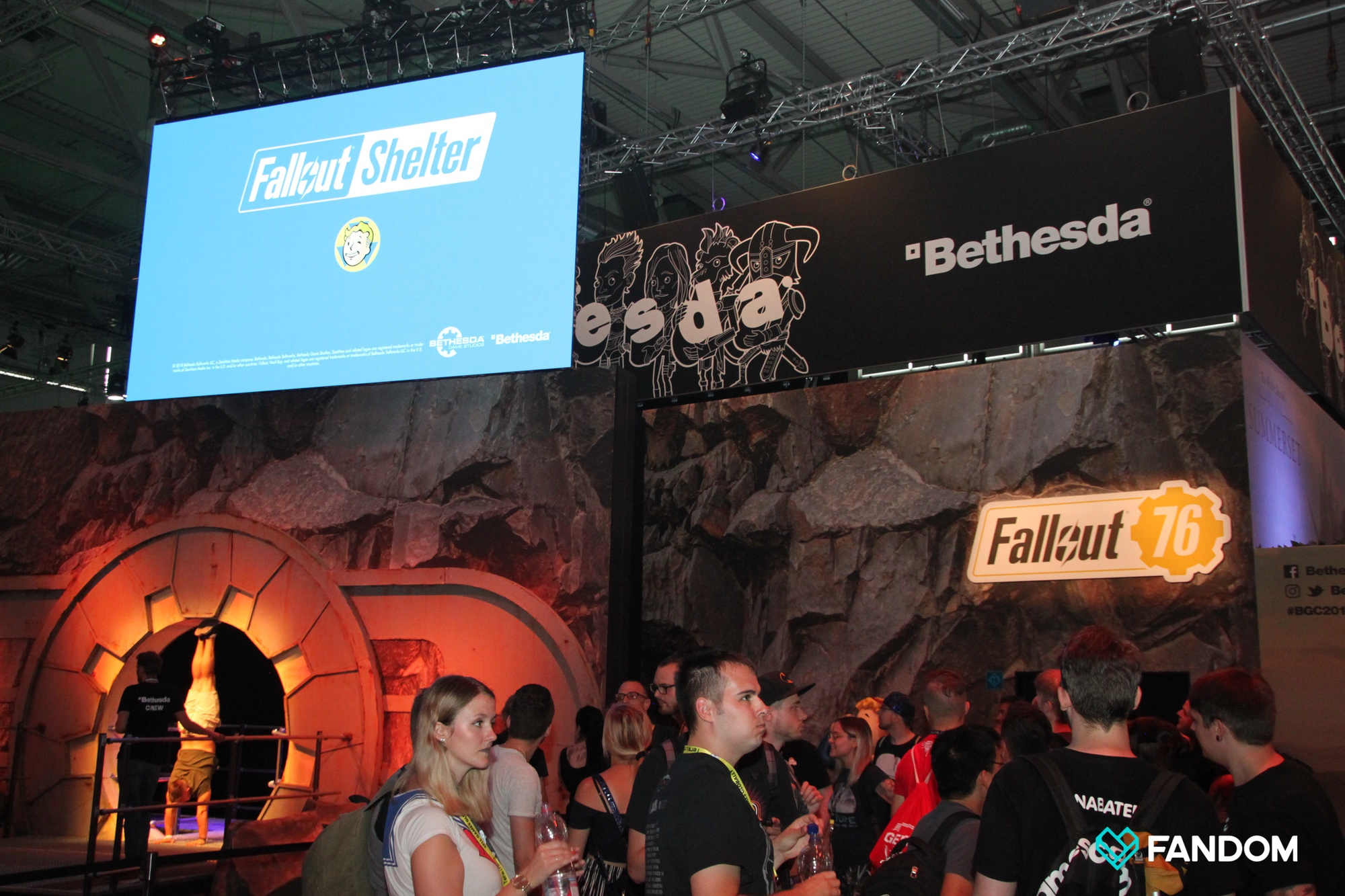
Gamescom, Niemcy

Gra wyprodukowana została przez zespoły Bethesda Game Studios z Maryland i Austin. Podczas prac nad Falloutem 4, główne studio rozważało wprowadzenie do gry komponentu wieloosobowego, jednak nie mając wcześniej doświadczenia z tego typu produkcjami, poprosiło o pomoc studio z Austin, pracujące wówczas nad ostatecznie skasowanym projektem BattleCry. Teksańczycy znacząco przebudowali silnik Fallout 4, pamiętający jeszcze wydaną w 2002 roku grę The Elder Scrolls III: Morrowind, wykorzystując m.in. kod sieciowy serii Quake dostarczony przez id Software.
Jednym z elementów, na którym skoncentrowało się Bethesda Game Studios, jest maksymalne ograniczenie w grze zjawiska griefingu. W tym celu studio pracowało nad mechanizmami mającymi zapobiegać uprzykrzaniu gry przez „trolli” i grieferów, takimi jak np. ciągłe ostrzeliwania gracza pociskami nuklearnymi, oraz karanie osób dopuszczających się takich czynów.

## Marketing i promocja
29 maja 2018 roku na kanale Bethesdy na Twitchu pojawił się stream zwiastujący zapowiedź kolejnej gry Fallout, przez 24 godziny pokazujący figurkę znanego z serii Vault Boya oraz charakterystyczny dla niej ekran „proszę czekać”. Transmisja zakończyła się 30 maja krótką wiadomością od Todda Howarda, po której zaprezentowany został teaser. Przedstawiał on kryptę 76 i zrujnowaną Wirginię Zachodnią, a jako podkład muzyczny wykorzystano utwór „Take Me Home, Country Roads” Johna Denvera.
Szczegóły na temat gry, w tym data jej premiery, zostały ogłoszone przez Howarda 10 czerwca 2018 roku podczas konferencji prasowej Bethesdy na targach Electronic Entertainment Expo 2018. Podczas tego samego wydarzenia zapowiedziano również, że przed premierą odbędą się betatesty gry dla wybranych graczy.

## Odbiór

### Przed premierą
Niedługo po oficjalnym ujawnieniu, że gra będzie dostępna wyłącznie w module wieloosobowym, gracze wystosowali w Internecie petycję do Bethesda Game Studios o udostępnienie również możliwości gry w pojedynkę, bez konieczności angażowania się w żadne interakcje z innymi graczami.

### Po premierze
Po wydaniu gra spotkała się z negatywnym przyjęciem zarówno recenzentów jak i graczy. Wersja na konsolę Xbox One otrzymała średnią wynoszącą 49/100 z 33 ocen według agregatora Metacritic, wersja na PC uzyskała średnią 52/100 (z 46 recenzji), a na PlayStation 4 53/100 (z 43 recenzji).
Grę krytykowano m.in. za niedopracowanie i niepoprawne działanie wielu elementów rozgrywki, monotonię oraz słabą optymalizację i problemy z płynnym działaniem. Początkowo krytykowano także kompletny brak w grze bohaterów niezależnych, z którymi gracze mogliby wchodzić w interakcje, na niekorzyść Fallouta 76 działał również brak dialogów i przekazywanie historii poprzez monologi, nagrania głosowe oraz wpisy do terminali.
Wielu krytyków zauważyło również dużą liczbę błędów, które wpływały m.in. na stabilność, optymalizację i ogólne doznania z rozgrywki. W celu poprawy działania gry, Bethesda wydała kilka aktualizacji, mających naprawić błędy, pierwsza z aktualizacji miała rozmiar ponad 50 gigabajtów, czyli prawie tyle co sama gra.
22 grudnia 2018 ogłoszono, że w ramach przeprosin za słabą jakość gry, gracze, którzy zakupili Fallouta 76 otrzymają darmową kopię Fallout Classic Collection, zawierającą gry Fallout, Fallout 2 i Fallout Tactics: Brotherhood of Steel.
W kwietniu 2020 wydano dodatek Wastelanders, dodający do gry bohaterów niezależnych. Po wydaniu dodatku poprawiły się recenzje gry, a krytycy chwalili zmiany, jakie zaszły w świecie Fallouta dzięki dodaniu bohaterów niezależnych i nowych opcji interakcji.

### Sprzedaż
W pierwszym tygodniu po premierze sprzedano mniej kopii gry niż w pierwszym tygodniu po premierze jej poprzedników: Fallout: New Vegas i Fallout 4. Krócej niż tydzień po premierze gra spotkała się z dużym spadkiem ceny, spowodowanym najprawdopodobniej słabą sprzedażą.
Do końca 2018 sprzedano jednak prawie półtora miliona kopii Fallouta 76.

### Kontrowersje
Początkowo kontrowersje wywołała edycja kolekcjonerska gry: Fallout 76 Power Armor Edition, edycja ta miała zawierać płócienną torbę, jednak zamiast tego gracze otrzymali torby z nylonu. Po fali reklamacji i zgłoszeń Bethesda wydała oświadczenie, w którym poinformowała, że zabrakło im wcześniej materiału na wykonanie płóciennych toreb. Okazało się jednak, że płócienne plecaki rozdano wcześniej influencerom.
Dopiero pod groźbą pozwu zbiorowego, w grudniu 2018 zapowiedziano, że płócienne torby zostaną dostarczone posiadaczom edycji kolekcjonerskiej w ciągu kilku miesięcy. Obiecane torby dostarczono graczom w czerwcu 2019 roku.
W 2018 Bethesda zleciła również firmie Silver Screen Bottling Company produkcję Nuka Dark Rum, rumu wzorowanego na napoju obecnym w dodatku Fallout 4: Nuka-World. W sierpniu 2018 dostępna była przedsprzedaż rumu w cenie 80$. Pierwotnie planowano wypuścić go na rynek w dniu premiery gry, jednak premierę napoju trzeba było przełożyć na grudzień tego samego roku. Po otrzymaniu rumu skrytykowano go m.in. za słabą jakość oraz to, że w reklamach butelki wyglądały na całe wykonane ze szkła, podczas gdy gracze otrzymali zwykłe, szklane butelki w plastikowych obudowach.
We wrześniu 2019 U.S. Consumer Product Safety Commission wycofało ze sprzedaży kolekcjonerskie hełmy wzorowane na grze, w związku z niebezpiecznym poziomem pleśni i powodowaniem niebezpieczeństwa dla zdrowia użytkowników.